# Sadullah Ergin

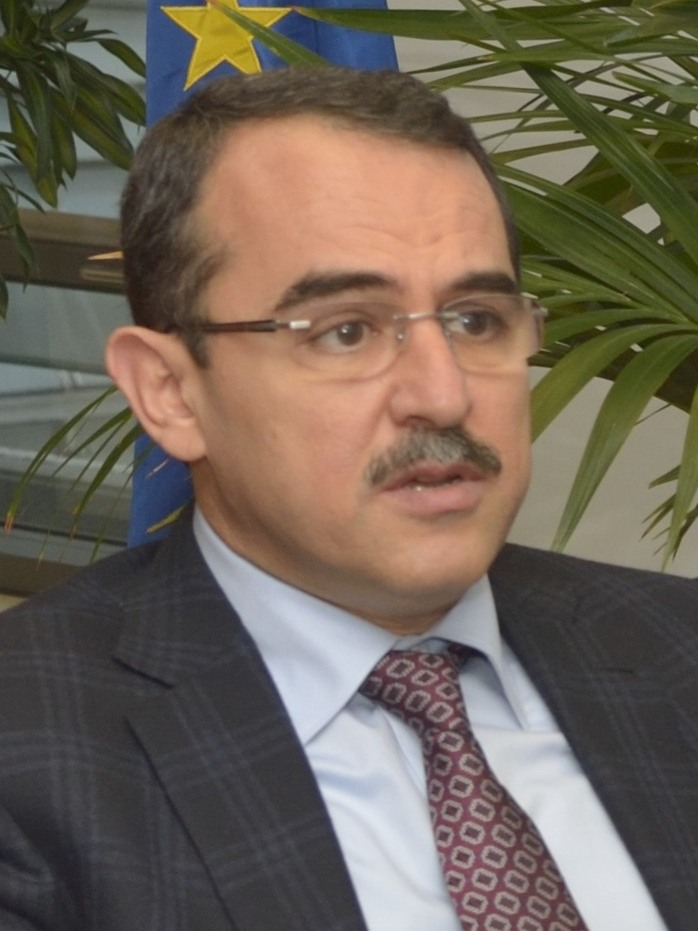
Sadullah Ergin, 2012

Sadullah Ergin (* 6. Juli 1964 in Antakya) ist ein türkischer Jurist, Politiker (AKP) und war vom 1. Mai 2009 bis 25. Dezember 2013 Justizminister im Kabinett Erdoğan II und dem Nachfolgekabinett Kabinett Erdoğan III.

## Leben
In den Jahren 1983 bis 1987 absolvierte Ergin sein Studium der Rechtswissenschaften an der Juristischen Fakultät der Universität Ankara. Zuvor hatte er ein Jahr lang an der Wirtschafts- und Sozialwissenschaftlichen Fakultät der Uludağ Üniversitesi studiert. Ergin ist Gründungsmitglied der AKP.
Nach den Parlamentswahlen im Jahr 2002 wurde er AKP-Abgeordneter für die Provinz Hatay. Am 1. Mai 2009 übernahm er das Amt des Justizministers, das er bis zum 25. Dezember 2013 innehatte. Ihm folgte im Amt als Justizminister Bekir Bozdağ.
Ergin ist verheiratet und Vater von vier Kindern.